# Epipleoneura kaxuriana
Epipleoneura kaxuriana là loài chuồn chuồn trong họ Protoneuridae. Loài này được Machado mô tả khoa học đầu tiên năm 1985.